# Superamas de la Chevelure de Bérénice
Ne doit pas être confondu avec l'amas d'étoiles de la Chevelure de Bérénice, ni avec l'amas de galaxies de la Chevelure de Bérénice.

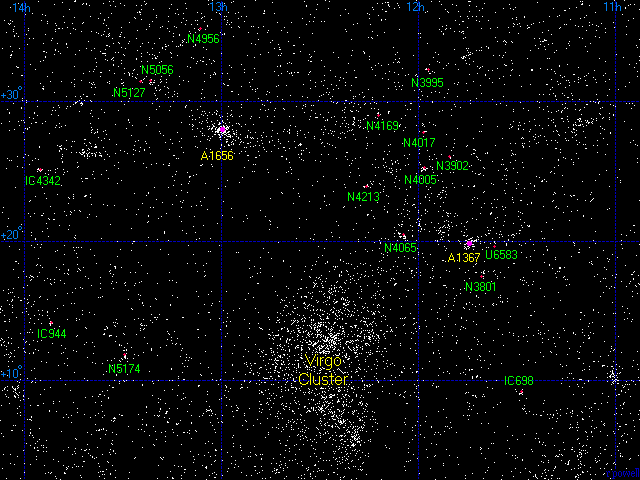
Carte du superamas de la Chevelure de Bérénice.

Le superamas de la Chevelure de Bérénice (SCl 117) est le superamas de galaxies le plus proche de la Terre, comprenant l'amas de la Chevelure de Bérénice (Abell 1656) et l'amas du Lion (Abell 1367). Situé à environ 300 millions d'années-lumière de la Terre, il est au centre du Grand Mur. Le superamas de la Chevelure de Bérénice est l'amas de galaxies massif le plus proche de notre superamas local (appelé également superamas de la Vierge). Il est approximativement sphérique, d'un diamètre d'environ 20 millions d'années-lumière, et contient plus de 3 000 galaxies. Il est situé dans la constellation de la Chevelure de Bérénice. Étant l'un des premiers superamas découverts, il a aidé les astronomes à mieux comprendre la structure de l'Univers.